# إيف ماري أديلين
إيف ماري أديلين سوريت دي بوسبرونت (بالفرنسية: Yves-Marie Adeline Soret de Boisbrunet)‏ هو سياسي وصحفي وكاتب فرنسي ولد في يوم 24 مارس 1960 في مدينة بواتييه في فرنسا، يشغل حالياً منصب رئيس حزب تحالف الملكية.